# Ivan Lozo
Ivan Lozo (Poljica, Imotski, 23. listopada 1955.), pravaš i čelnik nekadašnje hrvatske političke emigrancije, po struci pravni referent, sudski prevoditelj. Živio veliki dio života u Njemačkoj. Oženjen Zdenkom rođenom Križić (Roško Polje, Duvno). Otac je troje djece. U slobodno vrijeme intenzivno se već od studentskih dana bavi istraživanjem srednjovjekovne hrvatske povijesti.

## Životopis
Rođen je godine 1955. u imotskim Poljicima kao sin Jure i Darinke-Jele, rođene Biloš. Otac Jure je 1957. emigrirao iz političkih razloga preko Italije u Njemačku. Iste godine je Ivan Lozo kao dječak s majkom uhićen pri pokušaju ilegalnog prelaska granice te bio zatočen u riječkom pa u imotskom zatvoru. Godine 1962. dolaze u Njemačku. Još kao student aktivirao se je u hrvatskoj političkoj emigraciji (HNV - Hrvatsko Narodno Vijeće) ali i u Paneuropskoj Uniji (Međunarodna Paneuropska unija). Surađivao je (na početku pod pseudonimom Ivica Vitić) u uglednom hrvatskom emigrantskom časopisu na njemačkom jeziku Kroatische Berichte i postao (pod svojim imenom) član uredništva. Godine 1980. učlanio se u hrvatsku državotvornu političku emigrantsku organizaciju Ujedinjenih Hrvata Europe (UHE), čiji je prvi predsjednik bio žrtva UDB-e, Nikole Miličevića, ubijen te godine u Frankfurtu. Povodom Titove smrti 1980. Lozo je bio moderator međunarodne tiskovne konferencije u Bonnu. Godine 1981. postaje glasnogovornik, a početkom 1982. glavni tajnik te organizacije. 
Kao glavni tajnik UHE priprema i predvodi prvu hrvatsku delegaciju na razgovoru u njemačkom parlamentu (Bundestag) u Bonnu (1982.) i prvu hrvatsku delegaciju u Europskom Parlamentu u Strasbourgu (1985.). Sudjeluje na konferenciji njemačke vladajuće stranke CDU-a "Stranci u Njemačkoj – za zajedničku budućnost" u Bonnu (1982.), kongresu Paneuropske Unije u Goslaru (1986.) te sličnim skupovima. Tako se susreće sa značajnim njemačkim i europskim političarima. Bio je govornik na nizu antijugoslavenskih demonstracija. Organizator je demonstracija na sveučilištu u Freiburgu 1988. povodom promocije knjige o Jasenovcu Vladimira Dedijera na njemačkom jeziku. Autor je političkih načela UHE, objavljenih 1989. Preveo je hrvatsku himnu na njemački jezik. Bio je meta ne samo jugoslavenske tajne službe (UDB-e), nego i četničke emigracije.  
Političke veze koje je Lozo svojim radom ostvario u SR Njemačkoj i Europi znatno su utjecale na međunarodno njihovo priznanje Republike Hrvatske, kako je to isticalo veleposlanstvo RH u Bonnu u dopisu Ministarstvu vanjskih poslova RH. 
Već 28. veljače 1990. Lozo se stavio na raspolaganje tek tri dana prije obnovljenoj HSP-u (Hrvatska stranka prava). Postaje povjerenikom HSP za Njemačku i 1990. organizira prvi javni skup HSP-a u Bosni i Hercegovini. Poradi neslaganja s Dobroslavom Paragom, kasnije i Antom Đapićem napušta stranku te neko vrijeme obnaša dužnost međunarodnog tajnika HČSP-a (Hrvatska čista stranka prava). Autor je uspješne peticije Europskom Parlamentu glede izručenja Josipa Perkovića.  Godine 2015. ponovo se aktivira u HSP-u. 
Od kolovoza 1991. do svibnja 1992. je dragovoljac Domovinskog rata u Prvoj bojni Tomislav; HVO-a. 
Ivan Lozo je gotovo dva desetljeća radio na ujedinjenju pravaša i redefiniciji pravaštva. Ističući da se mirnodopsko pravaštvo temelji, ne samo na demokraciji, nego na ideji slobode i prava pojedinca, a sva prava koja traži za hrvatski narod, pravaštvo jamči i svakomu drugom i promiče slobodu, jednakost i snošljivost. Smatra da skupinama i pojedincima koje su bliske fašističko-rasističkoj ili bilo kojoj drugoj totalitarnoj ideologiji ne može biti mjesta među pravašima.
Autor je nekoliko publikacija i niza političkih i povijesnih članaka. Ima svoj blog "Principes chroatorum".